# Чезаре Морі
Чезаре Морі (Павія, 22 грудня 1871 — Удіне, 6 липня 1942) — був префектом до і під час фашистського періоду в Італії. Він відомий в Італії як «Залізний префект» («Prefetto di Ferro»), тому що проводив залізною рукою («ferro e fucci» — «залізом і вогнем») кампанію проти мафії на Сицилії в другій половині 1920-х років.

## Біографія
Виріс у дитячому будинку і був визнаний своїми батьками в жовтні 1879 у віці семи років. Навчався у військовій академії в Турині. Одружився з дівчиною на ім'я Анджеліна Сальві, у зв'язку з чим вийшов у відставку. Надійшов до поліції, почавши службу в Равенні, потім Кастельветрано в провінції Трапані, де прославився під час захоплення відомого в тих місцях бандита Паоло Ґрісалфі (Paolo Grisalfi), перш ніж в 1915 був переведений до Флоренції на посаду віце-квестора.
Наприкінці Першої світової війни ситуація зі злочинністю в Сицилії стала ще гіршою, коли ветерани війни приєдналися до місцевих банд. У 1919 Чезаре Морі був відправлений назад на Сицилію як командир спецпідрозділу проти розбою. Під час проведених облав Чезаре Морі відзначився своїми енергійними й радикальними методами. У Кальтабеллотта він заарештував понад 300 осіб за одну ніч. У пресі того часу писали про «смертельний удар по мафії».
У 1920 він повернувся на материк і служив в Турині як квестор, потім у Римі та Болоньї. У 1921 був префектом Болоньї, і одним з небагатьох співробітників сил правопорядку, які протистояли організованому бандитизмові (squadrismo) фашистського руху. Чезаре Морі був видалений і відправлений до Барі. У 1922 Він виїхав зі своєю дружиною до Флоренції, коли фашистський лідер Беніто Муссоліні захопив владу після маршу на Рим.

### Призначений у Сицилії
Завдяки своїй репутації людини дії, він був відкликаний на дійсну службу в 1924 міністром внутрішніх справ Луїджі Федерцоні. Морі був призначений префектом Трапані, прибувши туди в червні 1924 і залишаючись там до 20 жовтня 1925, коли Беніто Муссоліні призначив його префектом Палермо, з особливими повноваженнями по всьому острову Сицилія і місією викорінення мафії будь-якими можливими способами.
На думку ряду істориків приводом для Муссоліні до атаки проти мафії став офіційний візит до Сицилії в травні 1924, під час якого він відчував себе ображеним мафіозо Франческо Куккіа (Francesco Cuccia), котрий публічно заявив, що Беніто Муссоліні не потрібен поліційний ескорт, бо сама присутність Куккіа захищає його. Однак, за словами вченого Крістофера Даггана, причина була радше політичною, а не особистою: мафія загрожувала і підривала його владу в Сицилії, і успішна кампанія проти неї зміцнила б його як нового лідера, і розширила можливості його правління.

### Боротьба з мафією
Морі зайняв свій пост у Палермо в листопаді 1925 і залишався на цьому посту до 1929. Упродовж перших двох місяців він заарештував понад п'ятсот осіб, і їхня кількість збільшувалася в наступні роки. У січні 1926, він зробив те, що було, ймовірно, найвідомішою його дією: окупація села Ганджі, яке було твердинею різних злочинних угруповань. Використовуючи карабінерів і поліційні сили він наказав обшукувати будинки, забираючи бандитів, рядових членів мафії, а також і різних підозрюваних, які могли перебувати на втіках. Він, не вагаючись, провадив облогу міст, застосовував тортури, брав жінок і дітей як заручників, аби зобов'язати підозрюваних здатися. За ці жорсткі методи отримав прізвисько «Залізний префект».

## У культурі
- Кінофільм «Залізний префект»[it]